# Ноготович Яків Григорович
Яків Григорович Ноготович (травень 1897, місто Кременчук, тепер Полтавської області — серпень 1979, місто Іваново, тепер Російська Федерація) — радянський діяч, голова Запорізького губернського комітету КП(б)У, відповідальний секретар Могилівського (Могилів-Подільського) окружного комітету КП(б)У.

## Життєпис
Народився в травні 1897 року в місті Кременчуці (за іншими даними — в Києві). Батько працював підрядником із заготівлі каменю для залізниці на каменоломнях в Київській губернії, мати — домогосподарка.
З раннього дитинства мешкав у Києві. З дев'ятирічного віку вчився в Києві і влітку працював з батьком табельником в кар'єрі в Катеринославі і в Київській губернії. Витримав на відмінно іспит в гімназію, але не був прийнятий через єврейське походження. Поступив в комерційне училище, пізніше перетворене в Київське реальне училище, яке закінчив у 1916 році.
З 1915 року відвідував студентські революційні гуртки, був заарештований на три доби за участь в демонстрації.
З 1916 по весну 1917 року навчався в Комерційному інституті в Києві, навчання не закінчив. Одночасно давав приватні уроки.
У березні 1917 року брав участь в роззброєнні київської поліції. З травня по вересень 1917 року служив міліціонером та помічником начальника районної міліції в Києві.
Член Партії соціалістів-революціонерів з квітня по жовтень 1917 року. Належав до лівого крила партії. У 1917 році працював агітатором-організатором партії есерів в Київській губернії. З вересня 1917 року виконував доручення більшовиків (РСДРП(б)). 
З листопада 1917 року — рядовий загону Червоної гвардії, брав участь у сутичках з юнкерами в Києві. У 1918 — початок 1919 року — політбоєць і політпрацівник 5-го полку 2-ї стрілецької дивізії Української Червоної армії.
Член РКП(б) з квітня 1918 року.
На початку 1919 року демобілізований із Червоної армії як непридатний до стройової служби через хворобу. Повернувся до Києва, де став начальником загону із придушення повстання на Куренівці. У 1919 році — військовий організатор Шулявского району Києва, член військово-політичної колегії Народного комісаріату із військово-морських справах Української СРР. Під час повстання в Києві 9-го полку був заарештований і засуджений до розстрілу, але незабаром звільнений. З літа 1919 по 1920 рік — редактор полкової газети, військовий комісар 4-го Ніжинського полку, політичний інспектор 6-ї армії. Під час боїв був один раз контужений та чотири рази поранений.
У 1920 — листопаді 1920 року — голова Запорізького губернського комітету КП(б)У. Був на посаді чотири місяці.
У 1921 році — відповідальний секретар Житомирського міського комітету КП(б)У; завідувач агітаційно-пропагандистського відділу Волинського губернського комітету КП(б)У.
У грудні 1921 — лютому 1922 року — відповідальний секретар Кременчуцького губернського комітету КП(б)У.
До листопада 1922 року — заступник завідувача, в листопаді 1922 — червні 1923 року — завідувач організаційного відділу Чернігівського губернського комітету КП(б)У.
У липні 1923 — травні 1924 року — прокурор по ДПУ Народного комісаріату юстиції Української СРР.
У 1924—1925 роках — завідувач організаційного відділу Могилівського (Могилів-Подільського) окружного комітету КП(б)У.
У 1925 — червні 1926 року — відповідальний секретар Могилівського (Могилів-Подільського) окружного комітету КП(б)У.
У липні 1926 — червні 1927 року — завідувач організаційно-розподільного відділу ЦК КП(б) Туркменії.
У 1927—1928 роках — заступник завідувача організаційно-розподільного відділу Казакського крайового комітету ВКП(б).
У 1928—1929 роках — завідувач організаційно-розподільного відділу та член Секретаріату і Бюро Казакського крайового комітету ВКП(б).
У вересні 1929 — вересні 1930 року — заступник начальника відділу кадрів Народного комісаріату торгівлі СРСР. У 1929 році — голова комісії із «чистки партії» та голова апеляційної комісії по Замоскворецькому району міста Москви.
З грудня 1930 по 1931 рік навчався в Інституті червоної професури економіки, в 1931—1933 роках — в Інституті червоної професури світового господарства і світової політики, навчання не закінчив.
У березні 1933 — червні 1935 року — начальник політичного відділу Вапнярської машинно-тракторної станції (МТС) Вінницької області.
У липні 1935 — листопаді 1936 року — помічник начальника політуправління по вівцерадгоспах Народного комісаріату радгоспів СРСР. 4 листопада 1936 року знятий з посади «за політичні помилки і троцькістське минуле».
У лютому 1937 — січні 1938 року — заступник директора хімічної контори «Хімкомторг» тресту «Моспостачзбут» у Москві.
У січні 1938 — червні 1941 року — начальник відділу мобілізаційних ресурсів Московських контор Народного комісаріату важкої промисловості і Народного комісаріату паливної промисловості РРФСР.
З червня 1941 по 1942 рік — викладач із хімічного захисту районного штабу місцевої протиповітряної оборони в Москві. У березні 1942 — вересні 1945 року — командир-інструктор штабу місцевої протиповітряної оборони в місті Іваново.
У вересні 1945 — лютому 1946 року — головний адміністратор Державного цирку в Іваново.
У квітні 1946 — серпні 1950 року — масовик і художній керівник міського саду-театру текстильників в Іваново.
З вересня 1950 по травень 1951 року не працював через хворобу.
У травні — жовтні 1951 року — заступник директора міського Саду будівельників у місті Іваново.
У жовтні 1951 — травні 1952 року — старший уповноважений Івановського драматичного театру. У травні 1952 — березні 1970 року — уповноважений Івановського театру музичної комедії.
З березня 1970 року — пенсіонер, проживав у місті Іваново, де й помер у серпні 1979 року.